# Gare de Montrabé
Gare de Montrabé vasútállomás Franciaországban, Toulousetól nem messze, Montrabé településen.

## Vasútvonalak
Az állomást az alábbi vasútvonalak érintik:
- Brive-la-Gaillarde–Toulouse-vasútvonal

## Kapcsolódó állomások
A vasútállomáshoz az alábbi állomások vannak a legközelebb:
- Gare de Toulouse-Matabiau
- Gare de Gragnague

## Forgalom
Az állomáson csak személyvonatok állnak meg:
- TER Midi-Pyrénées: Toulouse - Albi - Rodez
- TER Midi-Pyrénées: Toulouse - Castres - Mazamet